# Ravno, Razgrad
Ravno (în bulgară Равно) este un sat în comuna Kubrat, regiunea Razgrad,  Bulgaria. 

## Demografie
Componența etnică a satului Ravno
     Turci (81,08%)
     Bulgari (6,89%)
     Romi (11,37%)
     Nicio identificare (0,64%)
La recensământul din 2011, populația satului Ravno era de 624 locuitori. Din punct de vedere etnic, majoritatea locuitorilor (81,08%) erau turci, existând și minorități de romi (11,37%) și bulgari (6,89%). Pentru 0,64% din locuitori nu este cunoscută apartenența etnică.